# Talang Bulang
Talang Bulang is een bestuurslaag in het regentschap Muara Enim van de provincie Zuid-Sumatra, Indonesië. Talang Bulang telt 3553 inwoners (volkstelling 2010).